# Christophorus Radelennes
Christophorus Radelennes OP († 7. Mai 1536) war ein Bremer Kleriker.
Radelennes trat 1505 dem Dominikanerorden bei. Am 30. Juli 1512 wurde er zum Titularbischof von Constantia in Thracia und Weihbischof im Erzbistum Bremen ernannt. Dieses Amt behielt er bis zu seinem Tod.